# ورم الكيس اللمفاوي

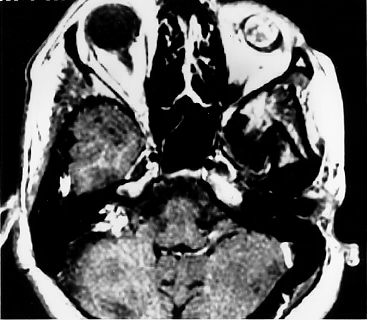
يُظهر التصوير المقطعي بالرنين المغنطيسي T1 بعد التباين تعزيزًا مكثفًا لكل من العين و ورم الكيس اللمفاوي في المريض المصاب بمتلازمة فون هيبل لينداو.

ورم الكيس اللمفاوي (ELST) هو ورم ظهاري حليمي غير شائع ينشأ داخل الكيس اللمفاوي أو القناة اللمفاوية. يظهر هذا الورم علاقة عالية جدًا مع متلازمة فون هيبل لينداو (VHL). 

## التصنيف
يشار إلى ورم الكيس اللمفاوي باسم الورم الحميد الغدي من كيس باطني، ورم هيفنر،  ورم غدي حليمي، ورم غدي حليمي عدواني، ورم غدي حليمي غازي اجتياحي، ورم حليمي للعظم الصدغي. ومع ذلك، لا يتم تشجيع هذه الأسماء لأنها لا تصنف بدقة الفهم الحالي للورم. 

## العلامات والأعراض
قد يصاب مرضى ورم الكيس اللمفاوي بتقدم متقلب أو متبدل، وهو ضعف السمع الحسي العصبي من جانب واحد والذي قد يحاكي مرض مينير بسبب تطور هيدروفلماتيك داخلي المنشأ للورم. قد يعاني المرضى أيضًا من طنين الأذن والدوار وفقدان وظيفة الدهليزي ( ترنح ). بدلاً من ذلك، قد يكون ظهور الأعراض مفاجئًا، وذلك بسبب النزف داخل البطني. قد يصاب المرضى أيضًا بأعراض أخرى متعلقة بمتلازمة فون هبل لينداو في مواقع تشريحية أخرى، مما يؤدي إلى تقييم للرأس بالتصوير المقطعي. 

## نتائج التصوير

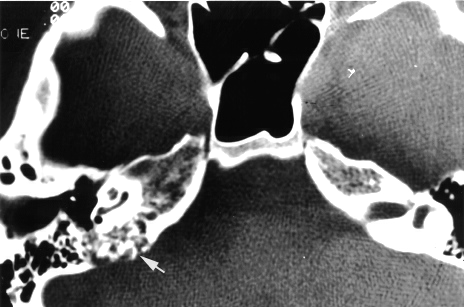
يُظهر التصوير المقطعي المحوسب المصاب بمتلازمة فون هيبل لينداو عبر التلال الصخرية تآكل العظم في موقع ورم كيس باطني ، نموذجي للسلوك العدواني محليًا لهذا الورم (السهم المنحني).

تساعد دراسات التصوير على تحديد الورم والموقع التشريحي المحدد للتورط. تُظهر صور الرنين المغنطيسي كثافة مفرطة (فرط وعائي) للكتلة غير المتجانسة بواسطة الصور الموزونة T1. التصوير المقطعي المحوسب يظهر كتلة عظمية مدمرة متعددة الخلايا، تتركز داخل الكيس اللمفاوي (بين القناة السمعية الداخلية والجيوب الأنفية السيني). 

## طريقة تطور المرض
الجين القامع للأورام من فون هيبل لينداو لديه طفرة جرثومية بشكل عام. ويسمى هذا الجين القامع أيضًا بروتين إلونجين الرابط وبروتين G7. ويشارك بروتين فون هيبل لينداو في تنظيم استجابة استجابة نقص الأكسجين عن طريق عامل تحفيز نقص الأكسجة HIF -1 ألفا. تمنع الطفرات عمومًا إنتاج أي بروتين فون هيبل لينداو وظيفي أو تؤدي إلى تغيير في بنية بروتين فون هيبل لينداو. يُظهر هذا الاضطراب الوراثي نمطًا وراثيًا سائدًا وراثيًا، حيث يعاني حوالي 20٪ من المرضى من طفرة جديدة. عادة ما يكون هناك العديد من الأورام الأخرى التي تشكل جزءًا من المتلازمة، بما في ذلك أورام الجهاز العصبي المركزي والكلى والبنكرياس والغدد الكظرية والبربخ والرباط العريض، بالإضافة إلى كيس باطني الغالبية العظمى من المرضى الذين يعانون من ورم كيس باطني مصاب بمتلازمة فون هيبيل لينداو. 

## نتائج علم الأمراض

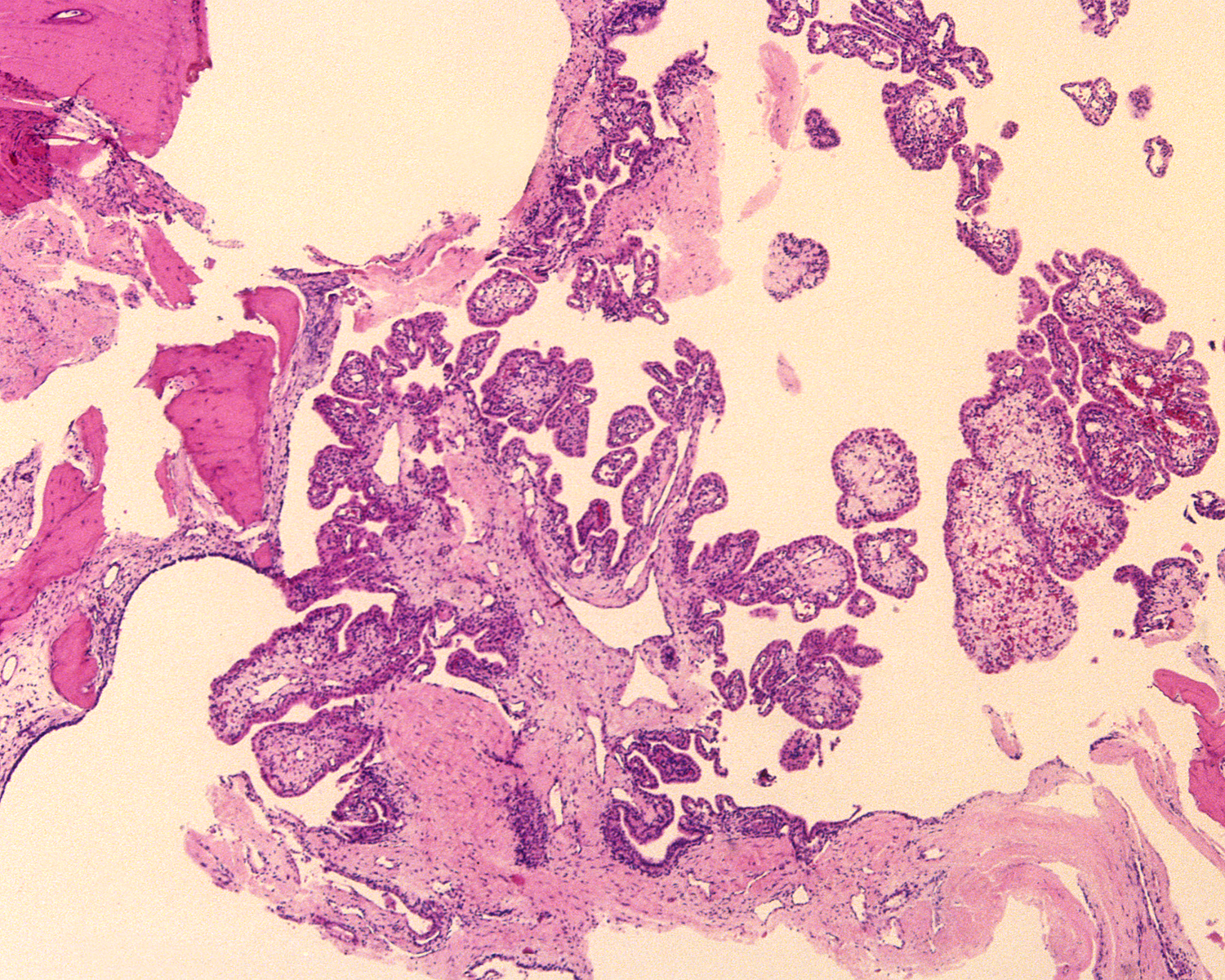
صورة قوة وسيطة لورم كيس باطني مع عظم (أعلى اليسار).

تتراوح الأورام من عدة ملليمترات إلى 10 سم، مع أورام أكبر في كثير من الأحيان تلاحظ في المرضى الأكبر سنا. إذا كان الورم ثنائيًا، فإنه يتم رؤيته دائمًا في مريض فون هيبل لينداو. يدمر الورم المساحات الهوائية الخبيثة ويمتد إلى الأذن الوسطى و / أو الحفرة القحفية الخلفية . 

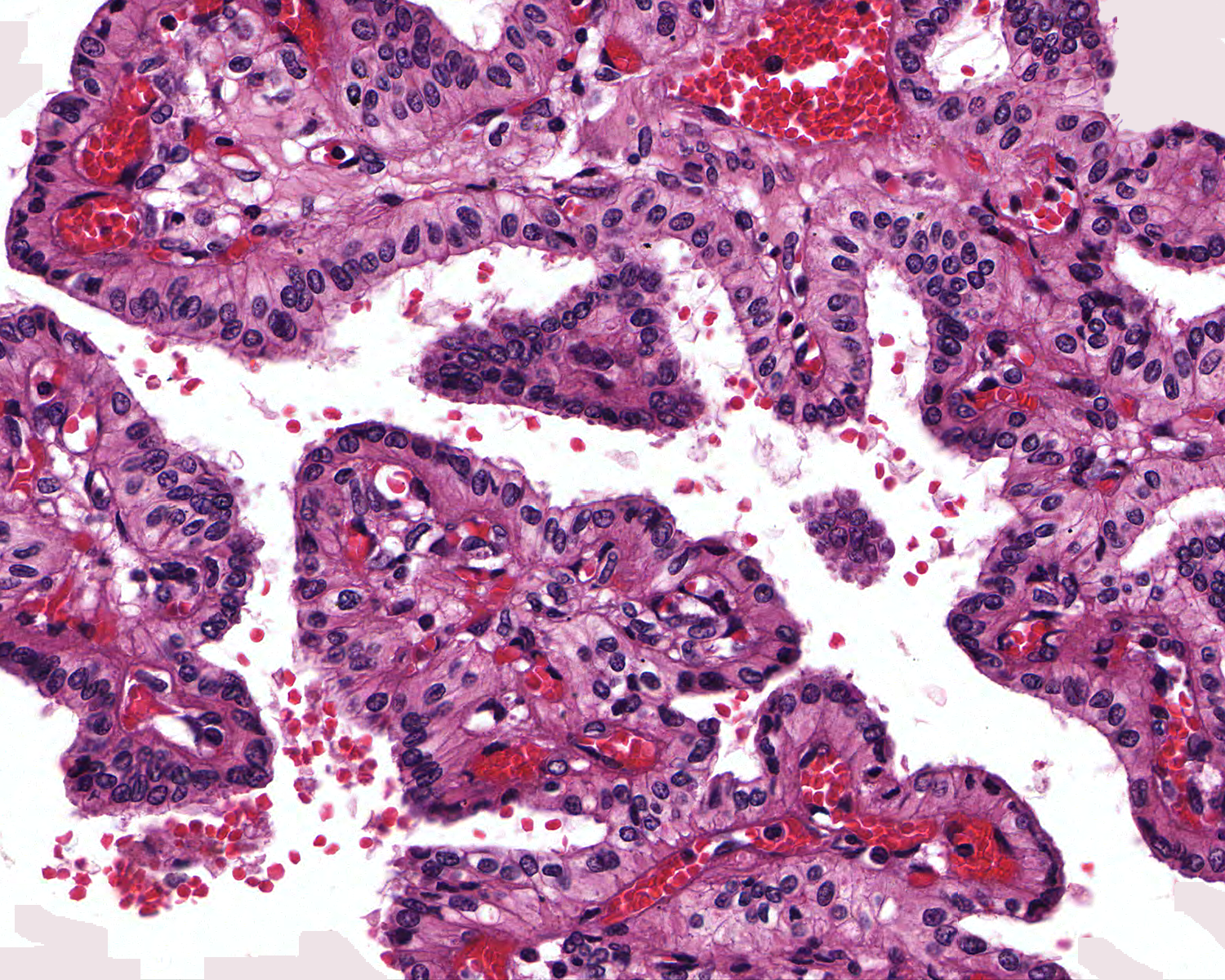
صورة عالية الطاقة لورم كيس باطني يظهر السيتوبلازم الصافي في خلايا مكعبة تصطف على طول الحليمات.

يظهر المظهر المجهري نموًا غير مدمر ومدمّر ويعيد تشكيل وغزو العظام. يتم ترتيب الورم كإسقاطات حليمية بسيطة وعريضة وغير معقدة دون وجود مساحات كبيرة من الكيس. غالبًا ما تكون المساحات مملوءة بالسوائل، وتحتوي على كريات الدم الحمراء المتسعة و / أو المواد التي تم فحصها. تكون الخلايا مكعبة، وعادةً ما تكون ذات طبقات واحدة على طول البنى الحليمية، والتي تظهر حدود الخلية غير المميزة. النواة مستديرة ومتعددة اللون. 

### الكيمياء الهيستولوجية المناعية
تتفاعل الخلايا الورمية مع مستضد الغشاء الكيراتين، CK7، والغشاء الظهاري، ولكنها سلبية مع TTF-1 و CK20. 

### علم الوراثة الخلوية
يمكن العثور على الطفرات الجرثومية لجين مثبط الورم فون هيبل لينداو في 3p25-26 (الذراع القصير للكروموسوم 3)، عادة ما بين زوج القاعدة 10,158318 إلى 10,168.76.  

## التشخيص التفريقي
التفريقية السريرية وعلم الأمراض مختلفة. من منظور علم الأمراض، يحتاج الورم اللمفي الباطن كيس لفصلها عن النقيلي سرطان الكلى خلية، النقيلي سرطان حليمي الغدة الدرقية، الورم الحميد الأذن الوسطى، ورم جنيب العقدة العصبية ، المشيمية الورم الحليمي الضفيرة، غدية الأذن الوسطى، والورم الحميد صملاخي . 

## إدارتة
الاستئصال على نطاق واسع هو العلاج الأمثل، على الرغم من محاولة الحفاظ على السمع. استنادًا إلى الموقع التشريحي، من الصعب إزالته تمامًا، وهكذا في حين أن هناك تشخيصًا جيدًا، قد تظهر تكرارات أو ثبات. لا يوجد أي احتمال نقيلي. المرضى الذين يخسرون للمرض، عادة ما يفعلون ذلك بسبب أورام أخرى داخل مجمع فون هيبيل لينداو بدلاً من هذا الورم.  

## علم الأوبئة
هذا ورم نادر للغاية، لأن حوالي 1 من بين 35000 إلى 40,000 شخص فقط مصابون بالـفون هيبيل لينداو، منهم حوالي 10 ٪ مصابون بأورام كيس داخلي. عادة ما يكون المرضى في العقد الرابع أو الخامس دون الميل إلى النوع معين. يشتمل الورم على كيس باطني، وهو جزء من الأذن الداخلية العظمية للعظم الصخري الخلفي. 